# ألغارينيخو
بلدية ألغارينيخو (بالإسبانية: Algarinejo) هي بلدية تقع في مقاطعة غرناطة التابعة لمنطقة أندلوسيا جنوب إسبانيا.

## الديموغرافيا
بلغ عدد سكان بلدية ألغارينيخو 3.413 نسمة عام 2011 (وفقاً للمعهد الوطني الإسباني للإحصاء).
| 5.323 | 5.265 | 4.751 | 4.184 | 3.957 | 3.705 | 3.413 |